# ビリー・ケトケオポムポン
ビリー・ケトケオポムポン（Billy Ketkeophomphone, フランス語: [bili kɛtkeofɔmfɔn] ラーオ語: [binli ketkɛopʰɔːmpʰɔːn]、1990年3月24日 - ）は、フランス・シャンピニー＝シュル＝マルヌ出身のプロサッカー選手。スリ・パハンFC所属。ポジションはフォワード。両親はラオス人である。

## 経歴

### クラブ歴
ラシン・クラブ・ド・フランスでサッカー選手としてのキャリアをスタートさせ、2006年にクレールフォンテーヌ (INF) に入る。翌2007年、INFを出てRCストラスブールと契約を交わし、リザーブチームに所属する。2009年12月1日、リーグ・ドゥでのSCバスティア戦でトップチームデビューを果たし、44分間プレーした。
2011年5月20日、スイスのFCシオンに5年契約で移籍したが、翌2012年1月31日には双方合意の元で契約解除し、フランスに帰国してトゥールFCと4年契約を結んだ。
2015年6月16日、リーグ・アンに昇格したアンジェSCOに移籍。10月4日にリーグ・アンでの初ゴールを記録したが、対戦相手はデビュー戦と同じSCバスティアであった。

### 代表歴
2021年11月24日、ラオスサッカー連盟はビリーがラオス代表のメンバーとして2020 AFFスズキカップに参加することを発表した。